# Winifred Mayo

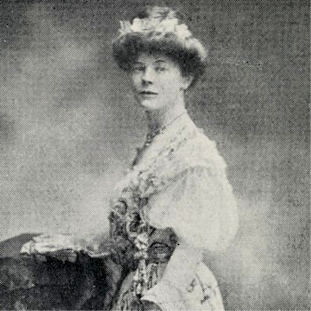
Winifred Mayo, 1900

Winifred Mayo, geborene Winifred Monck Mason (* 8. November 1869 Mumbai, Britisch-Indien; † 18. Februar 1967 in Hythe, Hampshire) war eine britische Schauspielerin, Regisseurin, Übersetzerin und Suffragette. Sie war Mitbegründerin der Actresses’ Franchise League (AFL) und Sekretärin der Six Point Group, die sich für soziale Reformen einsetzte.

## Leben
Mayo wurde als Tochter von Alice Portia, geborene Wolley (1844–1935), und Thomas Monck Mason (1838–1874) geboren. Ihr Vater, der Beamter in Britisch-Indien war, starb 1874 und Mayo wuchs in Großbritannien auf. Im Jahr 1881 lebte ihre Familie in Bath. Sie hatte vier Geschwister, Edith Mary (* 1868), Roger Henry (* 1871), Thomas George (* 1872) und Dorothea (* 1874), die als Kind starb. Die Familie lebte dann in Exmouth, Devon, wo Mayo ihre ersten Auftritte hatte. Nach 1900 sind Mayo und ihre Mutter in London erfasst.
Mayo war Co-Regisseurin und Hauptdarstellerin in Rosina Filippis Adaption von Jane Austens Pride and Prejudice. Das Stück trug den Titel The Bennets und wurde am 29. März 1901 in einer Sondermatinee am Royal Court Theatre aufgeführt. Sie führte gemeinsam mit Harcourt Williams Regie. Williams spielte die Rolle des „Mr. Darcy“ und Mayo die Rolle der „Elizabeth Bennet“. Das Stück wurde vor vollem Haus gut aufgenommen, und sowohl Mayo als auch Williams wurden für ihre guten Leistungen gelobt.
Das nächste Projekt von Mayo war weniger erfolgreich. Sie beschloss, das Stück La Gioconda von Gabriele D’Annunzio zu übersetzen, das für die italienische Hauptdarstellerin Eleonora Duse geschrieben worden war. In dem Stück geht es um eine Dreiecksbeziehung, in der ein Ehemann zwischen der Liebe zu seiner Frau und der zu seiner Muse hin- und hergerissen ist. In einer Rezension in der Zeitung The Era aus dem Jahr 1907 hieß es, das Stück sei für „healthy-minded“ britische Bürger nicht geeignet.
Im selben Jahr, 1907, traten Mayo und ihre Mutter der Women’s Social and Political Union (WSPU) in Kensington bei. 1908 beteiligte Mayo sich an den militanten Aktionen der Suffragetten. Sie schloss sich der Deputation an, die von der Caxton Hall zum House of Commons zog, und wurde daraufhin zu sechs Wochen Gefängnis verurteilt. Sie schrieb einen Bericht über die Verurteilung und über ihre Erfahrungen im Gefängnis für The Idler.
Ebenfalls in 1908 gründete Mayo zusammen mit Adeline Bourne, Gertrude Elliott und Sime Seruya die Actresses’ Franchise League (AFL), in der Schauspielerinnen versammelt waren, die die Anliegen der Suffragetten, unabhängig von deren Ausrichtung, mit  schauspielerischen Mitteln unterstützen wollten. Zu den Aufgaben der Liga gehörte es auch, denjenigen zu helfen, die in der Öffentlichkeit sprechen mussten, und Suffragetten, die Aufmerksamkeit (und Verhaftung) vermeiden wollten, Ratschläge zu Make-up und Kleidung zu geben. 1909 und 1910 wurde sie erneut verhaftet, aber nicht angeklagt.

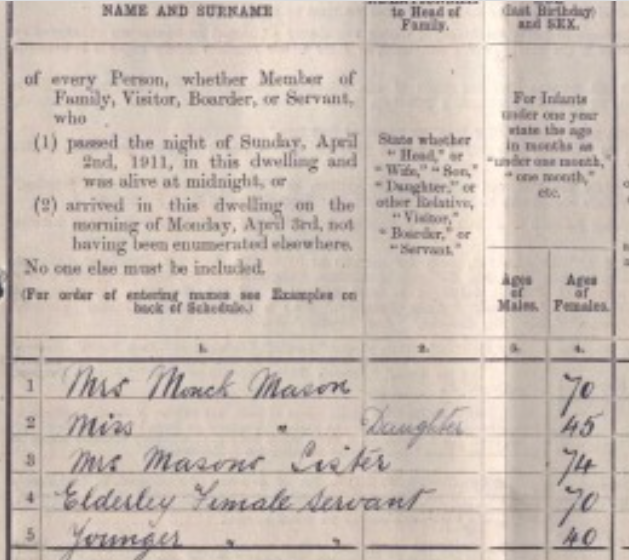
Zensusbogen von 93 Oakley Street, Chelsea

Mayo und ihre Mutter beteiligten sich am Volkszählungsboykott der Suffragetten 1911, der unter dem Motto If women don’t count, neither shall they be counted stand. Als in der Zählnacht am 2. April 1911 die Bewohnerinnen der Oakley Street 93 in Chelsea sich weigerten, den Erfassungsbogen auszufüllen, konnte der Zähler jedoch von den Nachbarn erfahren, dass eine Mrs. Monck Mason, die dort mit ihrer Tochter, ihrer Schwester und zwei Bediensteten wohnte, die Hausherrin war, so dass Mayo am Ende doch gezählt wurde.
In den Jahren 1911 und 1912 intensivierten die Suffragetten ihre Kampagne und warfen auch Fenster ein. Mayo beteiligte sich daran und schlug ein Fenster des Guard’s Club ein, und als sie verhaftet wurde, schlug sie ein weiteres ein. Sie wurde zu einer zweiwöchigen Haftstrafe verurteilt, erinnerte sich aber später daran, dass einige der Wachbeamten so interessiert waren, dass sie an einer Suffragetten-Versammlung teilnahmen. 1912 wurde auch ihre Mutter wegen eines ähnlichen Vergehens verhaftet.
Im Jahr 1921 war sie mit Margaret Mackworth Mitbegründerin der Six-Point-Group, die für sechs Punkte Änderungen an der britischen Gesetzgebung erreichen wollte: Kindesmissbrauch, für verwitwete Mütter, für unverheiratete Mütter und ihre Kinder, für gleiche Rechte der Vormundschaft für verheiratete Eltern, für gleichen Lohn für Lehrerinnen und für gleiche Chancen für Männer und Frauen im öffentlichen Dienst. Zu den Mitgliedern gehörten viele ehemalige Frauenrechtlerinnen und Suffragetten, und Mayo war in den ersten fünf Jahren die Sekretärin. Im Dezember 1932 wurde die Gruppe zu einem Gespräch mit dem Arbeitsministerium eingeladen, und die Delegation bestand aus der Parlamentsabgeordneten Eleanor Rathbone, Eva Hubback von der National Union for Equal Citizenship, Ray Strachey für die Women’s National Service League und Mayo.
1958 wurde Mayo von der BBC interviewt, wo sie über ihre Zeit als Suffragette berichtete und auch den Angriff auf den Guard’s Club schilderte.
Sie starb 1967 im Alter von 97 Jahren, und in ihrem Nachruf wurde ihr Engagement für soziale Reformen hervorgehoben.